# 2000年度香港四台冠軍歌曲列表
2000年度香港四台冠軍歌列表列舉2000年間，於香港四大電子傳媒機構之流行音樂流行榜冠軍歌曲。

## 流行榜
所統計之四大電子傳媒機構流行榜包括：
| 機構                         | 頻道                         | 流行榜         |
| 商業電台                     | 叱咤903                      | 903專業推介    |
| 香港電台                     | 香港電台第二台               | 中文歌曲龍虎榜 |
| 新城電台                     | 新城997                      | 新城勁爆流行榜 |
| 電視廣播有限公司（無綫電視） | 電視廣播有限公司（無綫電視） | 勁歌金榜       |

## 列表

### 第一季
| 週數 | 雷霆歌曲播放指數（881）           | 903專業推介（903）                      | 中文歌曲龍虎榜（RTHK）                | 新城勁爆流行榜（997）       | 勁歌金榜（TVB）                       |
| ---- | --------------------------------- | --------------------------------------- | ------------------------------------- | --------------------------- | ------------------------------------- |
| 1    | 找自己 歌手：陶 喆                | 找自己 歌手：陶 喆                      | 找自己 歌手：陶 喆                    | 限期 歌手：梁詠琪           | 幸福摩天輪 歌手：陳奕迅               |
| 2    | 我要我們在一起 歌手：范曉萱       | 我要我們在一起 歌手：范曉萱             | 晴天、陰天、雨天 歌手：鄭中基         | Good Time 歌手：Beyond      | 愛後餘生 歌手：謝霆鋒                 |
| 3    | 相信愛 歌手：許志安               | 時光倒流二十年 歌手：陳奕迅             | 新的喝采 歌手：郭富城                 | 新的喝采 歌手：郭富城       | 陪你倒數 歌手：張國榮                 |
| 4    | 時光倒流二十年 歌手：陳奕迅       | 時光倒流二十年 （2週冠軍） 歌手：陳奕迅 | 陪你倒數 歌手：張國榮                 | 相信愛 歌手：許志安         | 新的喝采 歌手：郭富城                 |
| 5    | 好時辰 歌手：梁詠琪               | 好時辰 歌手：梁詠琪                     | Arigatou 歌手：鄭秀文                 | 心癮 歌手：王 傑            | Arigatou 歌手：鄭秀文                 |
| 6    | 至少還有你 歌手：林憶蓮           | 至少還有你 歌手：林憶蓮                 | 心癮 歌手：王 傑                      | 自選角度 歌手：譚詠麟       | 心癮 歌手：王 傑                      |
| 7    | Someday 歌手：古巨基              | 創舉 歌手：郭富城                       | 自選角度 歌手：譚詠麟                 | 好時辰 歌手：梁詠琪         | 相信愛 歌手：許志安                   |
| 8    | 耐人尋味 歌手：張學友             | 耐人尋味 歌手：張學友                   | 至少還有你 歌手：林憶蓮               | 至少還有你 歌手：林憶蓮     | 自選角度 歌手：譚詠麟                 |
| 9    | 路過蜻蜓 歌手：張國榮             | 路過蜻蜓 歌手：張國榮                   | 耐人尋味 歌手：張學友                 | 小雪 歌手：任賢齊           | 耐人尋味 歌手：張學友                 |
| 10   | 路過蜻蜓 （2週冠軍） 歌手：張國榮 | 路過蜻蜓 （2週冠軍） 歌手：張國榮       | 路過蜻蜓 歌手：張國榮                 | 路過蜻蜓 歌手：張國榮       | 路過蜻蜓 歌手：張國榮                 |
| 11   | 忽然之間 歌手：莫文蔚             | 半天假 歌手：許志安                     | Boom Ba La 歌手：葉佩雯               | 耐人尋味 歌手：張學友       | 不要說謊 歌手：謝霆鋒                 |
| 12   | 忽然之間 （2週冠軍） 歌手：莫文蔚 | 我很快樂 歌手：梅艷芳                   | 不要說謊 歌手：謝霆鋒                 | 男朋友 歌手：古天樂         | 創舉 歌手：郭富城                     |
| 13   | 枕頭 歌手：張國榮                 | 走鋼索的人 歌手：李 泉                  | 因為愛妳（更珍惜我自己） 歌手：蘇永康 | 對不起，謝謝你 歌手：林憶蓮 | 因為愛妳（更珍惜我自己） 歌手：蘇永康 |

### 第二季
| 週數 | 雷霆歌曲播放指數（881）             | 903專業推介（903）                                            | 中文歌曲龍虎榜（RTHK）      | 新城勁爆流行榜（997）     | 勁歌金榜（TVB）           |
| ---- | ----------------------------------- | ------------------------------------------------------------- | --------------------------- | ------------------------- | ------------------------- |
| 14   | 枕頭 （2週冠軍） 歌手：張國榮       | 不容錯失 歌手：容祖兒                                         | 那麼愛你為什麼 歌手：黃品源 | 不容錯失 歌手：容祖兒     | 失戀有根據 歌手：鄭秀文   |
| 15   | 枕頭 （3週冠軍） 歌手：張國榮       | 枕頭 歌手：張國榮                                             | 早去早回 歌手：陳潔儀       | 身不由己 歌手：梁詠琪     | 不容錯失 歌手：容祖兒     |
| 16   | True Love 歌手：蔡健雅              | Namasgar你好嗎？ 歌手：陳奕迅、楊千嬅、森 美、Mini            | 不容錯失 歌手：容祖兒       | 春天花會開 歌手：任賢齊   | 早去早回 歌手：陳潔儀     |
| 17   | True Love （2週冠軍） 歌手：蔡健雅  | Namasgar你好嗎？（2週冠軍） 歌手：陳奕迅、楊千嬅、森 美、Mini | 枕頭 歌手：張國榮           | 不一樣的我 歌手：張栢芝   | 枕頭 歌手：張國榮         |
| 18   | True Love （3週冠軍） 歌手：蔡健雅  | True Love 歌手：蔡健雅                                        | 不一樣的我 歌手：張栢芝     | 一了百了 歌手：謝霆鋒     | 不一樣的我 歌手：張栢芝   |
| 19   | Old Times 歌手：黃大煒              | 黑夜不再來 歌手：陳奕迅                                       | 動起來 歌手：郭富城         | 及時擁抱 歌手：黎 明      | 動起來 歌手：郭富城       |
| 20   | 女孩兒與四重奏 歌手：丁 薇          | 黑夜不再來 （2週冠軍） 歌手：陳奕迅                           | 一了百了 歌手：謝霆鋒       | 我們都愛你 歌手：陳慧琳   | 一了百了 歌手：謝霆鋒     |
| 21   | 將自己給你 歌手：劉德華             | 深藍 歌手：盧巧音                                             | 女孩兒與四重奏 歌手：丁 薇  | 其實我很擔心 歌手：蘇永康 | 其實我很擔心 歌手：蘇永康 |
| 22   | 將自己給你 （2週冠軍） 歌手：劉德華 | 大懶堂 歌手：LMF                                              | 就算我做錯 歌手：陳慧珊     | 有你是榮幸 歌手：小 雪    | 純屬意外 歌手：羅嘉良     |
| 23   | 將自己給你 （3週冠軍） 歌手：劉德華 | 將自己給你 歌手：劉德華                                       | 將自己給你 歌手：劉德華     | 就算我做錯 歌手：陳慧珊   | 將自己給你 歌手：劉德華   |
| 24   | 將自己給你 （4週冠軍） 歌手：劉德華 | Mi-II 歌手：黎 明                                             | 至理名言 歌手：鄭秀文       | 將自己給你 歌手：劉德華   | 就算我做錯 歌手：陳慧珊   |
| 25   | 花花宇宙 歌手：陳慧琳               | 花花宇宙 歌手：陳慧琳                                         | 大熱 歌手：張國榮           | 大熱 歌手：張國榮         | 至理名言 歌手：鄭秀文     |
| 26   | 床呀!床 歌手：梅艷芳                | 一擊即中 歌手：謝霆鋒                                         | 一擊即中 歌手：謝霆鋒       | 一擊即中 歌手：謝霆鋒     | 花花宇宙 歌手：陳慧琳     |

### 第三季
| 週數 | 雷霆歌曲播放指數（881）                     | 903專業推介（903）                  | 中文歌曲龍虎榜（RTHK）               | 新城勁爆流行榜（997）                 | 勁歌金榜（TVB）                      |
| ---- | ------------------------------------------- | ----------------------------------- | ------------------------------------ | ------------------------------------- | ------------------------------------ |
| 27   | Can't Take My Eyes Off U 歌手：黎 明        | 光天化日 歌手：黃耀明               | 花花宇宙 歌手：陳慧琳                | 花花宇宙 歌手：陳慧琳                 | 一千次日落 歌手：許志安              |
| 28   | 無人駕駛 歌手：彭 羚                        | 一千次日落 歌手：許志安             | 大熱 （2週冠軍） 歌手：張國榮        | 大熱 （2週冠軍） 歌手：張國榮         | 再一次想你 歌手：李克勤              |
| 29   | 感情線上 歌手：鄭秀文                       | 大熱 歌手：張國榮                   | 一千次日落 歌手：許志安              | 一千次日落 歌手：許志安               | Lovin' U 歌手：容祖兒                |
| 30   | 無人駕駛 （2週冠軍） 歌手：彭 羚            | 若有所失 歌手：郭富城               | Can't Take My Eyes Off U 歌手：黎 明 | Can't Take My Eyes Off U 歌手：黎 明  | 無人駕駛 歌手：彭 羚                 |
| 31   | 無人駕駛 （3週冠軍） 歌手：彭 羚            | 北極光 歌手：莫文蔚                 | 再一次想你 歌手：李克勤              | 感情線上 歌手：鄭秀文                 | Can't Take My Eyes Off U 歌手：黎 明 |
| 32   | 天黑黑 歌手：孫燕姿                         | 愛下去 歌手：張學友                 | 感情線上 歌手：鄭秀文                | 無人駕駛 歌手：彭 羚                  | 傷心1999 歌手：王 傑                 |
| 33   | 許願樹 歌手：鄭中基                         | 下一站天國 歌手：黃耀明             | 愛下去 歌手：張學友                  | 愛下去 歌手：張學友                   | 感情線上 歌手：鄭秀文                |
| 34   | 我不夠愛你 歌手：劉德華、陳慧琳             | 下一站天國 （2週冠軍） 歌手：黃耀明 | 沒有愛 歌手：張國榮                  | 沒有愛 歌手：張國榮                   | 愛下去 歌手：張學友                  |
| 35   | 因為愛所以愛 歌手：謝霆鋒                   | 你教我兩度 歌手：許志安             | 不要害怕 歌手：王力宏                | 浪花一朵朵 歌手：任賢齊、阿 牛、光 良 | Kiss Me 歌手：梁詠琪                 |
| 36   | 我不夠愛你 （2週冠軍） 歌手：劉德華、陳慧琳 | 我不夠愛你 歌手：劉德華、陳慧琳     | 我不夠愛你 歌手：劉德華、陳慧琳      | 我不夠愛你 歌手：劉德華、陳慧琳       | 不要害怕 歌手：王力宏                |
| 37   | 打得火熱 歌手：陳奕迅                       | 少女的祈禱 歌手：楊千嬅             | Kiss Me 歌手：梁詠琪                 | 少女的祈禱 歌手：楊千嬅               | 我不夠愛你 歌手：劉德華、陳慧琳      |
| 38   | 打得火熱 （2週冠軍） 歌手：陳奕迅           | 會過去的 歌手：車婉婉、許志安       | 打得火熱 歌手：陳奕迅                | 打得火熱 歌手：陳奕迅                 | 打得火熱 歌手：陳奕迅                |
| 39   | 打得火熱 （3週冠軍） 歌手：陳奕迅           | 打得火熱 歌手：陳奕迅               | 少女的祈禱 歌手：楊千嬅              | 誰來愛我 歌手：容祖兒                 | 少女的祈禱 歌手：楊千嬅              |

### 第四季
| 週數 | 雷霆歌曲播放指數（881）                 | 903專業推介（903）                                   | 中文歌曲龍虎榜（RTHK）        | 新城勁爆流行榜（997）         | 勁歌金榜（TVB）               |
| ---- | --------------------------------------- | ---------------------------------------------------- | ----------------------------- | ----------------------------- | ----------------------------- |
| 40   | 給自己的情書 歌手：王 菲                | 給自己的情書 歌手：王 菲                             | 著迷 歌手：郭富城             | 一生一火花 歌手：張學友       | 誰來愛我 歌手：容祖兒         |
| 41   | 給自己的情書 （2週冠軍） 歌手：王 菲    | PG家長指引 歌手：梁漢文                              | 誰來愛我 歌手：容祖兒         | 給自己的情書 歌手：王 菲      | 著迷 歌手：郭富城             |
| 42   | 給自己的情書 （3週冠軍） 歌手：王 菲    | 給自己的情書 （2週冠軍） 歌手：王 菲                 | 給自己的情書 歌手：王 菲      | 借借你肩膊 歌手：陳曉東       | 一生一火花 歌手：張學友       |
| 43   | K歌之王 歌手：陳奕迅                    | 自己發電 歌手：苦 榮、小苦妹、許志安、陳慧琳、谷德昭 | 一生一火花 歌手：張學友       | K歌之王 歌手：陳奕迅          | 給自己的情書 歌手：王 菲      |
| 44   | K歌之王 （2週冠軍） 歌手：陳奕迅        | 一生一火花 歌手：張學友                              | K歌之王 歌手：陳奕迅          | 煞科 歌手：鄭秀文             | PG家長指引 歌手：梁漢文       |
| 45   | 活著VIVA 歌手：謝霆鋒                   | 活著VIVA 歌手：謝霆鋒                                | 煞科 歌手：鄭秀文             | 活著VIVA 歌手：謝霆鋒         | K歌之王 歌手：陳奕迅          |
| 46   | 如果東京不快樂 歌手：楊千嬅             | K歌之王 歌手：陳奕迅                                 | 活著VIVA 歌手：謝霆鋒         | 花樣年華 歌手：梁朝偉、吳恩琪 | 煞科 歌手：鄭秀文             |
| 47   | 寂寞流星群 歌手：林憶蓮                 | 寂寞流星群 歌手：林憶蓮                              | 男人哭吧不是罪 歌手：劉德華   | 極愛自己 歌手：陳冠希         | 活著VIVA 歌手：謝霆鋒         |
| 48   | 香奈兒 歌手：王 菲                      | 香奈兒 歌手：王 菲                                   | 星期五檔案 歌手：陳慧琳       | 星期五檔案 歌手：陳慧琳       | 星期五檔案 歌手：陳慧琳       |
| 49   | 如果東京不快樂 （2週冠軍） 歌手：楊千嬅 | 如果東京不快樂 歌手：楊千嬅                          | 香奈兒 歌手：王 菲            | 只會深愛你 歌手：許志安       | 花樣年華 歌手：梁朝偉、吳恩琪 |
| 50   | 如何掉眼淚 歌手：鄭秀文                 | 如何掉眼淚 歌手：鄭秀文                              | 極愛自己 歌手：陳冠希         | 如何掉眼淚 歌手：鄭秀文       | 極愛自己 歌手：陳冠希         |
| 51   | 煙霧瀰漫 歌手：梁詠琪                   | 煙霧瀰漫 歌手：梁詠琪                                | 如何掉眼淚 歌手：鄭秀文       | 愛比我重要 歌手：黎 明        | 只會深愛你 歌手：許志安       |
| 52   | 一夜情 歌手：張惠妹                     | 七年滋養 歌手：許志安                                | 每天愛你廿四小時 歌手：王力宏 | 遊樂場 歌手：謝霆鋒           | 如何掉眼淚 歌手：鄭秀文       |
| 53   | 遊樂場 歌手：謝霆鋒                     | 遊樂場 歌手：謝霆鋒                                  | 當我遇上你 歌手：劉德華       | 當我遇上你 歌手：劉德華       | 愛比我重要 歌手：黎 明        |

### 四台冠軍歌曲
| #  | 歌曲         | 主唱          | 作曲         | 填詞   | 編曲            | 監製          | 收錄唱片                       | 唱片公司          |
| -- | ------------ | ------------- | ------------ | ------ | --------------- | ------------- | ------------------------------ | ----------------- |
| *  | 幸福摩天輪   | 陳奕迅        | Eric Kwok    | 林 夕  | 劉祖德          | 王紀華        | 《幸福》                       | 華星唱片          |
| *  | 愛後餘生     | 謝霆鋒        | 伍樂城       | 林 夕  | 伍樂城          | 伍樂城        | 《Most Wanted》                | 英皇娛樂          |
| 1  | 路過蜻蜓     | 張國榮        | 陳曉娟       | 林 夕  | Adrian Chan     | 梁榮駿        | 《Untitled》                   | 環球唱片          |
| 2  | 耐人尋味     | 張學友        | 曾香輝       | 勞 子  | Aubrey Suwito   | 歐丁玉        | 《Jacky Cheung 15》            | 上華唱片          |
| 3  | 不容錯失     | 容祖兒        | 江港生 舒 文 | 李 敏  | 舒 文           | 梁飛翔 舒 文  | 《不容錯失》                   | 英皇娛樂          |
| 4  | 將自己給你   | 劉德華        | 伍樂城       | 劉德華 | 伍樂城          | 伍樂城 陳德建 | 《Just For You》               | BMG唱片           |
| 5  | 花花宇宙     | 陳慧琳        | 雷頌德       | 林 夕  | 雷頌德          | 雷頌德        | 《花花宇宙》                   | 正東唱片          |
| 6  | 一千次日落   | 許志安        | 黃丹儀       | 林 夕  | 黃丹儀 舒 文    | 黃丹儀        | 《上次》                       | 正東唱片          |
| 7  | 愛下去       | 張學友        | Ron Irving   | 潘源良 | Iskandar Ismail | 歐丁玉        | 《當我想起你 》                | 上華唱片          |
| 8  | 我不夠愛你   | 劉德華 陳慧琳 | 謝銘祐       | 謝銘祐 | 屠 穎           | 劉天健 李安修 | 《男人的愛》                   | BMG唱片／正東唱片 |
| 9  | 打得火熱     | 陳奕迅        | 陳輝陽       | 黃偉文 | 陳輝陽          | 陳輝陽        | 《打得火熱》                   | 音樂家唱片        |
| 10 | 少女的祈禱   | 楊千嬅        | 陳輝陽       | 林 夕  | 陳輝陽          | 陳輝陽        | 《Play It Loud, Kiss Me Soft》 | 華星唱片          |
| 11 | 給自己的情書 | 王 菲         | C.Y. Kong    | 林 夕  | C.Y. Kong       | 梁榮駿        | 《寓言》                       | 百代唱片          |
| 12 | 一生一火花   | 張學友        | 伍樂城       | 林 夕  | 伍樂城          | 歐丁玉        | 《Touch of Love》              | 上華唱片          |
| 13 | K歌之王      | 陳奕迅        | 陳輝陽       | 林 夕  | 陳輝陽          | 陳輝陽        | 《打得火熱》                   | 音樂家唱片        |
| 14 | 活著VIVA     | 謝霆鋒        | 謝霆鋒       | 林 夕  | 王雙駿          | 王雙駿 謝霆鋒 | 《VIVA》                       | 英皇娛樂          |
| 15 | 如何掉眼淚   | 鄭秀文        | 陳輝陽       | 黃偉文 | 陳輝陽          | 陳輝陽        | 《Love Is...》                 | 華納唱片          |
| #  | 遊樂場       | 謝霆鋒        | 謝霆鋒       | 林 夕  | 長崎良美 孫偉明 | 王雙駿 謝霆鋒 | 《VIVA》                       | 英皇娛樂          |

* 跨年度四台共同冠軍作品，參照：1999年度香港四台冠軍歌曲列表。
# 跨年度四台共同冠軍作品，參照：2001年度香港四台冠軍歌曲列表。